# 碲化锌
碲化锌是一种无机化合物，化学式为ZnTe。它是一种半导体材料，能隙2.23–2.25eV。

## 制备
碲化锌的制备方法和硒化锌类似，有干法和湿法两种。干法是将单质碲和锌在氢气气氛中加热（如果在空气中反应，则会氧化），产物升华，得到红棕色的碲化锌：
Zn + Te → ZnTe
湿法是用碲化钠和乙酸锌在水溶液中反应，产物是黄棕色的水合物沉淀：
Na2Te + Zn(CH3COO)2 → 2 CH3COONa + ZnTe（水合）↓

## 化学性质
碲化锌遇到酸放出剧毒的H2Te气体：
ZnTe + 2 H+ → Zn2+ + H2Te↑
碲化锌可以被空气中的氧气氧化，反应条件不同，产物不同：
2 ZnTe + O2 → 2 ZnO + 2 Te
2 ZnTe + 3 O2 → 2 ZnO + 2 TeO2